# Le Mans-i 24 órás autóverseny
A Le Mans-i 24 órás autóverseny egyike a világ legrégebbi autóversenyeinek, amit 1923 óta rendeznek meg a franciaországi Le Mans közelében fekvő sarthe-i versenypályán. Az eredetileg sorozatgyártású autók megbízhatóságának és gazdaságosságának tesztelésére szolgáló futamot a mai napig megrendezik, minden évben az európai nyár derekán, június elején. A mezőny kora délután rajtol el, és másnap kora délután ér célba. A 24 óra alatt közel 5000 kilométert tesznek meg a versenyzők. A rekord a 2010-es versenyen született meg, 5410 kilométeres távval.

## Története

### A kezdetek

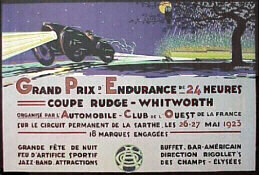
Az 1923-as verseny plakátja

Az első, 1923-as futamot az Automobile Club de l’Ouest szponzorálta. Ekkor még „24 órás állóképességi nagydíj gyári túraautók részére” néven került megrendezésre. A Le Mans-i futamok alapötlete az 1922-ben, Párizsban megrendezett Párizsi Motor Show-n született meg.
A verseny eleinte nagyon jól profitált az angol autóipari cégeknek, hiszen ők gyorsan meglátták a Le Mans-i futamokban rejlő anyagi lehetőségeket. A Bentley által gyártott autók 1927 és 1930 között sorozatban háromszor nyerték meg a Le Mans-i nagydíjat. Sikereiknek az Alfa Romeo vetett véget erősebb, megbízhatóbb autókkal.

### 1960-as 1970-es évek

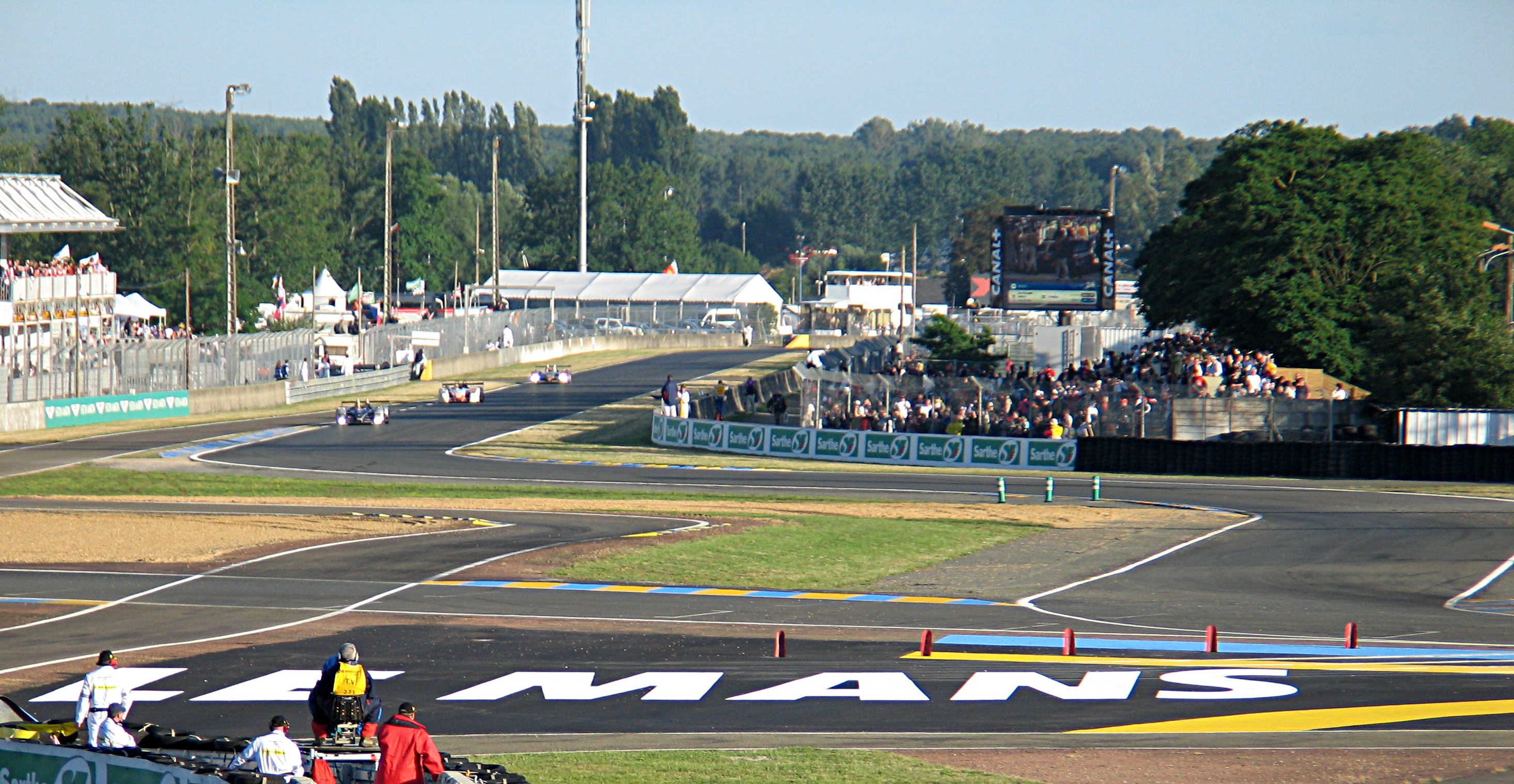
A sarthe-i versenypálya

Az 1960-as években már inkább a Ford és a Ferrari párviadala volt a jellemző. A Ford az 1964-es versenyen mutatkozott be először, a Ferrari azonban ekkor még jobb volt. A kiélezett versengés oka az volt, hogy II. Henry Fordnak nem sikerült megszereznie a Ferrarit, ezért elhatározta, hogy azt a versenypályán fogja legyőzni. Hatalmas pénzeket ölt a reményei szerint győzni képes versenyautó megépítésébe, a mára már legendává vált Ford GT40-be. 1966-ban sikerült is győzedelmeskednie, viszont az 1967-es viadalra a Ferrari új, 4000 cm³-es P4-es versenyautóját nevezte. Az abszolút versenyben a Ford 7000 cm³-es GT40MkIV-esei legyőzhetetlenek voltak, a P4 a második helyet szerezte meg, de az 5000 cm³-es géposztályban elsők lettek.
A Le Mans-i verseny történetének legnagyobb, legtragikusabb balesete 1955-ben történt. Egy Mercedes 300 SLR a pályáról a közönséggel teli nézőtérre vágódott, 83 ember vesztette életét, 75-en pedig megsérültek. A Mercedes-Benz ekkor visszavonta autóit a versenyből, és csak 34 évvel később vett részt újra futamokon. A baleset után felmerült a Le Mans-i versenyek beszüntetése, de végül a futamok folytatása mellett döntöttek. Ezután hosszú évekig a Porsche uralta a Le Mans-t.

### 1970-től
Az eddigi legsikeresebb Le Mans-i versenyző Tom Kristensen, aki kilencszer nyert futamot. A japán autómárkák közül először a Mazdának sikerült megnyerni a Le Mans-i 24 órást. A cég 1991-ben egy Wankel-motoros Mazda 787B-vel indult. A Toyota a TS050 Hybrid modellje nyert 2018-ban, 2019-ben és 2020-ban is.

## A sarthe-i versenypálya
A Le Mans-i pálya, amely részben zárt pálya, részben pedig elkerített közút, alig változott 1932 és 1967 között. A Ford-sikánt 1967-ben alakították ki a tribün előtti szakaszon, hogy a biztonság érdekében csökkentsék az autók sebességét. A pálya egész évben nyitva áll a látogatók számára. Teljes hossza 13,629 kilométer.

## A verseny

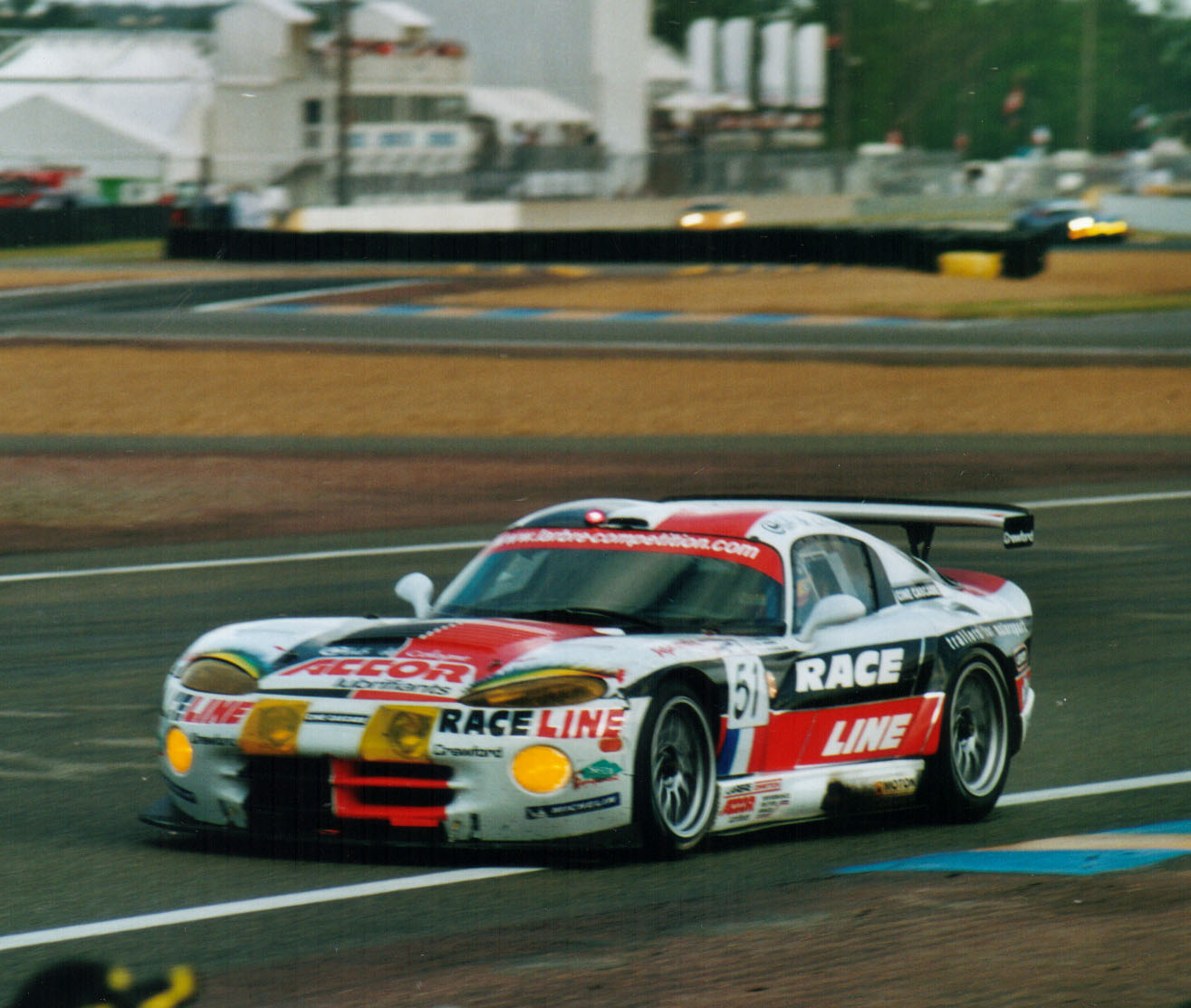
Chrysler Viper GTS-R a versenyen

A versenyen maximálisan 60 csapat indulhat. A lebonyolítás eltér a Formula–1-étől, de minden más autóversenyétől is. Két szabadedzést rendeznek, az elsőt szerdán, a másodikat csütörtök délután. Csütörtökön este rendeznek egy esti időmérőt, pénteken délután pedig egy nappalit. Az eredményeket összesítik, és a végén minden csapat a saját legjobb idejével szerzi meg a rajthelyét. Le Mans-ban régen ún. „szálka-rajtot” tartottak, majd az 1970-es évektől felvezető autó mögötti bemelegítő kör után repülőrajttal indul útjára a verseny. A szálka-rajt jelképként megmaradt egészen 2007-ig, amikor is az ACO (a szervező cég) törölte a verseny programjából, ám a nézők követelésére 2010-től a bemelegítő kör előtt fél órával újra megrendezik.
A Le Mans-i verseny annyira népszerű lett, hogy a filmesek figyelmét is felkeltette. Az 1964-es verseny fontos szerepet kapott az 1966-os Egy férfi és egy nő című Oscar-díjas francia filmben. 1971-ben Steve McQueen is forgatott a versenyről filmet, Le Mans címmel. A színész ténylegesen el akart indulni a futamon, de a biztosítója megtiltotta neki. 1979-ben Paul Newman viszont elindult a versenyen, ahol kategóriájában a második helyet szerezte meg.

## Az autók
Az autókat három fő kategóriába sorolják be: Hypercar (ezen belül LMH és LMDh), LMP2 és LMGT3.

## A versenyzők
A versenyek kezdeti időszakában nem volt szabály arra nézvén, hogy egy autót hány pilóta vezethet. Általában két versenyzővel indultak, de voltak csapatok, amelyek egyetlen vezetővel teljesítették a távot, hogy ezzel is időt takarítsanak meg. Ezt a gyakorlatot később betiltották. Az 1980-as évektől szabály rendelkezik arról, hogy minden versenyautóhoz három pilótát kell nevezni, és egy versenyző sem vezethet négy óránál többet egy huzamban.